# September Song
September Song ist ein Lied, das Kurt Weill (Musik) und Maxwell Anderson (Text) 1938 für das Musical Knickerbocker Holiday geschrieben haben. Der Song entwickelte sich zu einem Evergreen und zum Jazzstandard; er gilt als Bestandteil des Great American Songbook.

## Entstehungsgeschichte
Bei den Arbeiten zum Musical Knickerbocker Holiday fragte einer der Stars der Show, Walter Huston, an, ob nicht auch ein Song geschrieben werde, der ihn in seiner Rolle als alternder Peter Stuyvesant musikalisch herausstellen könnte. Da Weill Huston unbekannt war, fragte er ihn in einem Telegramm nach seiner Stimmlage; Huston antwortete sehr ehrlich: „Habe überhaupt keine Stimmlage.“ Weill hörte sich daraufhin eine Radioshow an, in der Huston auftrat, um dann in wenigen Stunden mit Anderson einen schlichten, lyrischen Song mit einem Tonumfang von knapp über einer Oktave zu schreiben. Huston führte den Song im Musical, das am 19. Oktober 1938 im Ethel Barrymore Theatre Premiere hatte, auf.

## Der Song
Der September Song ist fast durchweg in C-Dur gehalten und in der Liedform A1 – A1 – B – A2. Die A-Teile zeichnen sich durch aufsteigende Arpeggios und Sprünge aus; im B-Teil fällt die Melodie abwechselnd in Sekunden und Terzen. Weill griff für die Komposition auf Material aus seiner Operette »Der Kuhhandel« (1935) zurück.
Die Textidee baut auf einer klassischen Metapher auf, bei der das Leben von Personen in einem Jahr abgebildet wird. Zwar sei es ein langer Weg von Mai bis Dezember, der von September aus sei aber recht kurz. Anders als die geliebte (jüngere) Person hat der ältere Sänger nicht mehr viel Zeit zu verlieren und bittet daher darum, auf „Spiele der Wartens“ zu verzichten.

## Wirkungsgeschichte
Knickerbocker Holidays war trotz guter Kritiken nur mäßig erfolgreich und wurde nach 168 Vorstellungen abgesetzt. Hustons Aufnahme des September Song gelangte hingegen im Januar 1939 in die Charts, wo es bis auf Platz zwölf vorrückte.
Bing Crosby nahm den Song 1943 auf. Ihm folgte Frank Sinatra, der mit dem Stück einen Hit hatte und ihn auch später mehrfach einspielte. Neben seiner Version kamen die folgenden Coverversionen in die amerikanischen Charts:
- Frank Sinatra (1946, #8)
- Dardanelle Trio (1946, #11)
- Stan Kenton and His Orchestra (1951, #17, mit Vokalensemble The Four Freshmen)
- Liberace (1952, #27)

Sarah Vaughan hatte den September Song bereits seit 1946 in ihrem Programm ebenso Don Byas. Artie Shaw nahm den Song 1947 auf, ebenso The Ravens sowie in Paris Django Reinhardt. Art Tatum, Billy Eckstine und Nat King Cole spielten den Song in den frühen 1950er Jahren ein. Der Song wurde bei den Jazzmusikern immer beliebter 1954 folgte eine Version von Vaughan mit Clifford Brown und dem Flötisten Herbie Mann, 1959 Chet Baker. Rolf Kühn präsentierte den Song Mitte der 1950er Jahre auf dem Deutschen Jazzfestival. 1960 folgte Ella Fitzgerald, dann auch Rosemary Clooney, June Christy, Dee Dee Bridgewater, Peter Fessler und Anirahtak. Lotte Lenya hat eine mustergültige klassische Interpretation des Songs eingespielt.
Weiter liegen Instrumentalversionen von beispielsweise Sidney Bechet, Red Norvo, George Shearing, Dave Brubeck, Erroll Garner, Harry James, Earl Bostic, Art Pepper, Charles Mingus, Biréli Lagrène und Gary Burton vor. Tethered Moon (Masabumi Kikuchi, Gary Peacock, Paul Motian) entwickelten 1995 „ein wunderbares Versteckspiel im Klanggarten.“
Lou Reed interpretierte den Song für Hal Willners Tributalbum Lost in the Stars: The Music of Kurt Weill.Pascal Comelade nahm den Song mit Robert Wyatt auf; weiterhin zu erwähnen sind Versionen von Bryan Ferry (As Time Goes By 1994) oder Rod McKuen (Kurt Weill - The Centennial 2001). Jean Sablon hat 2009 eine französische Version J’ai peur de l’automne vorgelegt. Auch Patricia Kaas hat den Song ebenso wie The Young Gods oder Peter, Paul & Mary interpretiert.

## Verwendung in Film und Fernsehen
Der September Song wurde 1950 in dem Spielfilm September Affair benutzt. 1960 sang es Maurice Chevalier in dem Film Pepe. Woody Allen nahm den Song in seinen Film Radio Days (1987) auf und erwähnte, dass es sich bei September Song um den besten amerikanischen Popsong handeln könnte, der je geschrieben worden sei. In dem Film Texasville (1990) interpretiert Willie Nelson den September Song. Weiterhin wurde der Song in der britischen Fernseh-Serie May to December (1989 bis 1994) auf BBC One verwendet. Anjelica Huston, die Enkelin des Erstinterpreten, sang das Lied in einer Folge von NBC Smash.